# Wanetsi
Waṇetsi  (em pastó: وڼېڅي),  também chamado Tarīno (em pastó: ترينو), também Tsalgari (em pastó: څلګري), é um dialeto da língua pastó considerado por alguns como uma língua diferente. Em alguns casos apresenta certa similaridade com a língua munji das línguas pamir, sendo uma espécie de ponte entre essa e o Pastó. It is perhaps a representation for a more archaic, or very early, form of Pashto.
É falado pela tribo Tareen no Paquistão e no Afeganistão, principalmente no Distrito de Harnai (هرنای) e na área de Chawter (چوتېر) em Sanjawi, Norte Baluchistão, Paquistão. O Tarīno ou Waṇetsi está em risco devido à falta de atenção.

## Escrita
O dialeto, assim como o Pashto usa a escrita Perso-Árabe.

## Fonologia

### Consoantes
|                |                | Labial | Denti- alveolar | Alveolar | Retroflexa | Pós- alveolar | Palatal | Velar | Uvular/ Glotal |
| -------------- | -------------- | ------ | --------------- | -------- | ---------- | ------------- | ------- | ----- | -------------- |
| Nasal Oclusiva | Nasal Oclusiva | m      |                 | n        | ɳ          |               |         | ŋ     |                |
| Plosiva        | plosiva surda  | p      | t̪               |          | ʈ          |               |         | k     |                |
| Plosiva        | plosiva sonora | b      | d̪               |          | ɖ          |               |         | ɡ     |                |
| Africada surda |                |        | t͡s              |          | t͡ʃ         |               |         |       |                |
| Africada surda | sonora         |        |                 | d͡z       |            | d͡ʒ            |         |       |                |
| Vibrante       | Vibrante       |        |                 |          | ɽ          |               |         |       |                |
| Fricativa      | surda          |        |                 | s        |            | ʃ             |         | x     | h              |
| Fricativa      | sonora         |        |                 | z        |            | ʒ             |         | ɣ     |                |
| Aproximante    | Aproximante    |        |                 | l        |            |               | j       | w     |                |
| Rótica         | Rótica         |        |                 | r        |            |               |         |       |                |

- Waṇetsi tem os sons ʃ e ʒ para pashto ښ e ږ, respectivamente.[4]
- څ não se funde com [s], mas pode ser pronunciado como t͡s e ځ não se funde com [z], mas pode ser pronunciado como d͡z.[5]
- [h] pode ser livre em Waṇetsi, por exemplo هغه torna-se اغه

### Vogais
|          | Anterior | Central | Posterior |
| -------- | -------- | ------- | --------- |
| Fechada  | i        |         | u         |
| Medial   | e        | ə       | o         |
| Aberta]] | a        |         | ɑ         |

- Josef Elfenbein afirma: "'ī e ū são tônicos (e não [ɪ] e [ʊ] como em Kākaṛī), e com extensão de vogal´[ː] and  [uː] quando tônicos."[6]
- Há uma tendência espontânea e marcante desse  palatalizar "ī" como "yī" e "ē" como "yē"; e para labializar "ū" como "wū" e "ō" como "wo". A deslabialização inicial é comum em "wū" como "ū" e "wō" como "ō".
- O "á" curto acentuado é freqüentemente alongado, e um "ā" longo não acentuado, encurtado.
- O enfraquecimento padrão das vogais finais em Waṇetsi torna a distinção de gênero masculino-feminino muito menos audível: [ə] e [a] não são fonemicamente distintos quando átonos em qualquer posição. Mas o ә́ final tônico diferencia-se bem á tônico com ocorre am Pashto.

#### Nasalização
Waṇetsi também tem nasalização de vogal que é transcrita como / ̃ / ou ں no alfabeto pashto.

## Amostra de texto
نيکۀ څېنه بړ سړا ده څۀ اړ توني چي بسيا ده
خپل وېل مندې دې پای او خپله توره یې ساتیا ده
پیني چرته رسېده ده موش ته پاته اومبې پلا ده
یه وږده توره تارۀ ده پچي هر خپل پرېدا ده
شپون ولس د کوڼ و کونګ ده هر سړا ځان ته بلا ده
Português
Quão forte / capaz é o avô, isso em um lugar trancado em uma colina [lit. lugar amarrado] ele é próspero.
Que com seu próprio sustento ele sobrevive, ele manteve sua própria bravura [lit. espada].
O mundo chegou onde [avançado], quanto de uma jornada ainda nos resta.
Há uma longa escuridão, nela cada parente é um estranho.
A nação pastor é cega e muda, cada homem é uma constituição para si mesmo.